# Günter Künkele
Günter Künkele (* 1951 in Seeburg, heute Teil von Bad Urach) ist ein deutscher Naturschützer und ehemaliger Lehrer.

## Leben
Künkele war als Hauptschullehrer in Bad Urach tätig. Er war bis 2007 zwölf Jahre lang Vorsitzender des Bund Naturschutz Alb-Neckar (BNAN). Mit Gerhard Feucht organisierte er die Landschaftspflege auf Wiesenflächen der Schwäbischen Alb. Insbesondere setzte er sich für die Ausweisung des ehemaligen Truppenübungsplatzes Münsingen als Biosphärenreservat ein. Er gehörte zu den wenigen Zivilisten, die den damaligen Truppenübungsplatz betreten durften. Künkele trug dazu bei, dass eine in den 1990er Jahren geplante Starkstromleitung auf der Schwäbischen Alb nicht errichtet wurde. 1992 setzte er eine landesweite Regelung des Felskletterns für Baden-Württemberg durch. Im Landkreis Reutlingen ist er Naturschutzwart.
Am 29. Januar 2005 erhielt Günter Künkele das Bundesverdienstkreuz am Bande. Dabei würdigte Friedlinde Gurr-Hirsch Künkeles Verdienste um den Naturschutz: „Ihre Arbeit hat wesentlich dazu beigetragen, die Natur und Landschaft auf der Schwäbischen Alb zu erhalten.“

## Auszeichnungen
- 2005: Verdienstkreuz am Bande des Verdienstordens der Bundesrepublik Deutschland
- 2007: Gerhard-Thielcke-Naturschutzpreis des BUND Baden-Württemberg[8]

## Schriften
- mit Friedrich Schilling, Bund Naturschutz Alb-Neckar (Hrsg.): Europäische Juwelen – Felsen der Schwäbischen Alb. 2003[9]
- Europäische Juwelen auf dem Truppenübungsplatz Münsingen. 2006
- Naturerbe Truppenübungsplatz. Silberburg Verlag, Tübingen 2006, ISBN 978-3-87407-713-2.
- Bund Naturschutz Alb-Neckar (Hrsg.): Hutelandschaft Münsinger Hardt. Reutlingen 2007[10]
- Naturerbe Biosphärengebiet Schwäbische Alb. Silberburg Verlag, Tübingen 2008, ISBN 978-3-87407-790-3.[11]
- Steiniges Paradies. Faszinierende Lebensräume der Schwäbischen Alb, Silberburg Verlag, Tübingen 2011, ISBN 978-3-8425-1138-5